# The John Byrd E.P.
The John Byrd E.P. är en EP av Death Cab for Cutie. EP:n innehåller liveinspelade låtar under turnén i USA våren 2004. Den är namngiven efter bandets ljudtekniker, John Byrd, som arbetade med dem under turnén. Denna utgåvan var den sista på skivbolaget Barsuk Records och såldes endast i ett urval skivbutiker och genom skivbolagets webbplats.

## Låtlista
1. "We Laugh Indoors" – 5:25
2. "Why You'd Want to Live Here" – 5:03
3. "Lightness" – 3:06
4. "Photobooth" – 4:16
5. "We Looked Like Giants" – 9:18
6. "405" – 3:25
7. "Blacking Out the Friction/Brand New Love" – 7:20

- Spår 1 och 7 spelades in vid The Wiltern, Los Angeles, Kalifornien den 21 maj 2004
- Spår 2, 3 och 6 spelades in vid The Showbox, Seattle, Washington den 8 maj 2004
- Spår 5 spelades in vid The Fillmore, San Francisco, Kalifornien den 4 maj 2004